# Jordan Amoros
Jordan Amoros (ur. 25 maja 1984) – francuski judoka. Startował w Pucharze Świata w latach 2007, 2009, 2011, 2012, 2014 i 2015. Wicemistrz Europy w drużynie w 2007. Mistrz Francji w 2007 roku.